# Фредерик (Бохемия)
Вижте пояснителната страница за други личности с името Фредерик.
Фредерик (на чешки: Bedřich, Бедржих; 1141/2 - 1189) е херцог на Бохемия от династията Пршемисловци.